# Singoli al numero uno nella Billboard Hot 100 nel 1981
La Billboard Hot 100 è la classifica dei singoli più venduti negli Stati Uniti d'America redatta dal magazine Billboard.

## HOT 100

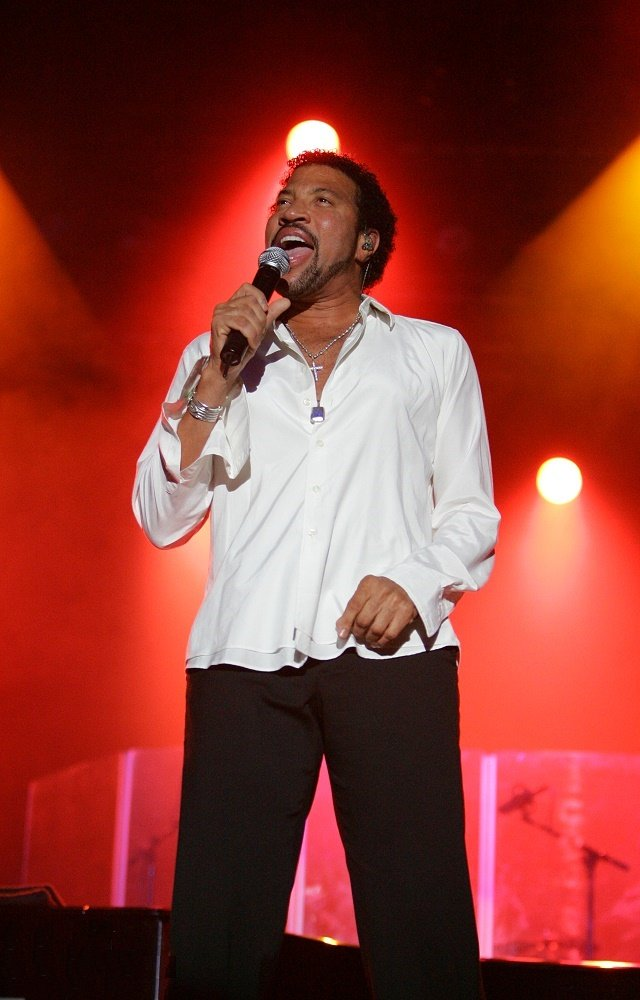
Lionel Richie raggiunse per la prima volta come solista la vetta della classifica grazie al singolo Endless Love eseguito in duetto con Diana Ross.

| la canzone contrassegnata con lo sfondo giallo si è aggiudicata il titolo di singolo #1 nella classifica cumulativa di fine anno del 1981 di Billboard. |

| Data di Pubblicazione | Canzone                                 | Artista                      | Fonte  |
| --------------------- | --------------------------------------- | ---------------------------- | ------ |
| 3 Gennaio             | "(Just Like) Starting Over"             | John Lennon                  | [ 1 ]  |
| 10 Gennaio            | "(Just Like) Starting Over"             | John Lennon                  | [ 2 ]  |
| 17 Gennaio            | "(Just Like) Starting Over"             | John Lennon                  | [ 3 ]  |
| 24 Gennaio            | "(Just Like) Starting Over"             | John Lennon                  | [ 4 ]  |
| 31 Gennaio            | "The Tide Is High"                      | Blondie                      | [ 5 ]  |
| 7 Febbraio            | "Celebration"                           | Kool & the Gang              | [ 6 ]  |
| 14 Febbraio           | "Celebration"                           | Kool & the Gang              | [ 7 ]  |
| 21 Febbraio           | "9 to 5"                                | Dolly Parton                 | [ 8 ]  |
| 28 Febbraio           | "I Love a Rainy Night"                  | Eddie Rabbitt                | [ 9 ]  |
| 7 Marzo               | "I Love a Rainy Night"                  | Eddie Rabbitt                | [ 10 ] |
| 14 Marzo              | "9 to 5"                                | Dolly Parton                 | [ 11 ] |
| 21 Marzo              | "Keep On Loving You"                    | REO Speedwagon               | [ 12 ] |
| 28 Marzo              | "Rapture"                               | Blondie                      | [ 13 ] |
| 4 Aprile              | "Rapture"                               | Blondie                      | [ 14 ] |
| 11 Aprile             | "Kiss on My List"                       | Daryl Hall and John Oates    | [ 15 ] |
| 18 Aprile             | "Kiss on My List"                       | Daryl Hall and John Oates    | [ 16 ] |
| 25 Aprile             | "Kiss on My List"                       | Daryl Hall and John Oates    | [ 17 ] |
| 2 Maggio              | "Morning Train (Nine to Five)"          | Sheena Easton                | [ 18 ] |
| 9 Maggio              | "Morning Train (Nine to Five)"          | Sheena Easton                | [ 19 ] |
| 16 Maggio             | "Bette Davis Eyes"                      | Kim Carnes                   | [ 20 ] |
| 23 Maggio             | "Bette Davis Eyes"                      | Kim Carnes                   | [ 21 ] |
| 30 Maggio             | "Bette Davis Eyes"                      | Kim Carnes                   | [ 22 ] |
| 6 Giugno              | "Bette Davis Eyes"                      | Kim Carnes                   | [ 23 ] |
| 13 Giugno             | "Bette Davis Eyes"                      | Kim Carnes                   | [ 24 ] |
| 20 Giugno             | "Stars on 45 Medley"                    | Stars on 45                  | [ 25 ] |
| 27 Giugno             | "Bette Davis Eyes"                      | Kim Carnes                   | [ 26 ] |
| 4 Luglio              | "Bette Davis Eyes"                      | Kim Carnes                   | [ 27 ] |
| 11 Luglio             | "Bette Davis Eyes"                      | Kim Carnes                   | [ 28 ] |
| 18 Luglio             | "Bette Davis Eyes"                      | Kim Carnes                   | [ 29 ] |
| 25 Luglio             | "The One That You Love"                 | Air Supply                   | [ 30 ] |
| 1 Agosto              | "Jessie's Girl"                         | Rick Springfield             | [ 31 ] |
| 8 Agosto              | "Jessie's Girl"                         | Rick Springfield             | [ 32 ] |
| 15 Agosto             | "Endless Love"                          | Diana Ross and Lionel Richie | [ 33 ] |
| 22 Agosto             | "Endless Love"                          | Diana Ross and Lionel Richie | [ 34 ] |
| 29 Agosto             | "Endless Love"                          | Diana Ross and Lionel Richie | [ 35 ] |
| 5 Settembre           | "Endless Love"                          | Diana Ross and Lionel Richie | [ 36 ] |
| 12 Settembre          | "Endless Love"                          | Diana Ross and Lionel Richie | [ 37 ] |
| 19 Settembre          | "Endless Love"                          | Diana Ross and Lionel Richie | [ 38 ] |
| 26 Settembre          | "Endless Love"                          | Diana Ross and Lionel Richie | [ 39 ] |
| 3 Ottobre             | "Endless Love"                          | Diana Ross and Lionel Richie | [ 40 ] |
| 10 Ottobre            | "Endless Love"                          | Diana Ross and Lionel Richie | [ 41 ] |
| 17 Ottobre            | "Arthur's Theme (Best That You Can Do)" | Christopher Cross            | [ 42 ] |
| 24 Ottobre            | "Arthur's Theme (Best That You Can Do)" | Christopher Cross            | [ 43 ] |
| 31 Ottobre            | "Arthur's Theme (Best That You Can Do)" | Christopher Cross            | [ 44 ] |
| 7 Novembre            | "Private Eyes"                          | Daryl Hall and John Oates    | [ 45 ] |
| 14 Novembre           | "Private Eyes"                          | Daryl Hall and John Oates    | [ 46 ] |
| 21 Novembre           | "Physical"                              | Olivia Newton-John           | [ 47 ] |
| 28 Novembre           | "Physical"                              | Olivia Newton-John           | [ 48 ] |
| 5 Dicembre            | "Physical"                              | Olivia Newton-John           | [ 49 ] |
| 12 Dicembre           | "Physical"                              | Olivia Newton-John           | [ 50 ] |
| 19 Dicembre           | "Physical"                              | Olivia Newton-John           | [ 51 ] |
| 26 Dicembre           | "Physical"                              | Olivia Newton-John           | [ 52 ] |